# Denez Prigent
Denez Prigent (Santec, 17 februari 1966) is een Bretons singer-songwriter, specifiek in de stijlen gwerz en kan ha diskan.

## Carrière
Prigent maakte zijn debuut op 16-jarige leeftijd en werd bekend als zanger van traditionele Bretonse liedjes die hij a capella uitvoerde.
In recente jaren schrijft hij zijn eigen teksten en muziek, onder begeleiding van elektronische en technomuziek. De inspiratie voor zijn teksten zijn veelal afkomstig van wereldwijde gebeurtenissen, zoals vervuiling, ziektes en politiek.
Prigent treedt internationaal op en heeft zeven studioalbums en twee livealbums op zijn naam staan.

## Discografie
- 1992: Ha daouam
- 1993: Ar gouriz koar
- 1997: Me 'zalc'h ennon ur fulenn aour
- 2000: Irvi
- 2002: Live holl a-gevret!
- 2002: Black Hawk Down (soundtrack)
- 2003: Sarac'h
- 2011: Denez Best of luck chap
- 2015: An enchanting garden: Ul liorzh vurzudhus
- 2016: In unison with the stars: A-unvan gant ar stered
- 2018: Mille chemins
- 2021: Sterenez feat. Vellúa